# Veríssimo Correia Seabra
Veríssimo Correia Seabra (ur. 16 lutego 1947, zm. 6 października 2004) – dowódca wojskowy Gwinei Bissau, p.o. prezydenta we wrześniu 2003.
Generał; 14 września 2003 kierował przewrotem wojskowym, który odsunął od władzy prezydenta Kumbę Iala. Objął urząd tymczasowego prezydenta, 28 września 2003 przekazał władzę kolejnemu tymczasowemu szefowi państwa, Henrique Rosie. Pełnił funkcję przewodniczącego Rady Odrodzenia Narodowego (tymczasowego parlamentu).
Zginął w czasie rewolty wojskowej, wznieconej przez żołnierzy wracających z misji pokojowej ONZ, którym zalegano z wypłatą żołdu.